# WWPW
WWPW est une station de radio américaine de musique basée à Atlanta en Géorgie appartenant au groupe iHeartMedia. Elle diffuse ses programmes sur la fréquence 96.1 FM.